# Puycapel
Puycapel is een gemeente in het Franse departement Cantal (regio Auvergne-Rhône-Alpes). De plaats maakt deel uit van het arrondissement Aurillac. Puycapel is op 1 januari 2019 ontstaan door de fusie van de gemeenten Calvinet en Mourjou. Puycapel telde op 1 januari 2022 724 inwoners.

## Geografie
De oppervlakte van Puycapel bedroeg op 1 januari 2022 43,72 vierkante kilometer; de bevolkingsdichtheid was toen 16,6 inwoners per km².
De onderstaande kaart toont de ligging van Puycapel met de belangrijkste infrastructuur en aangrenzende gemeenten.

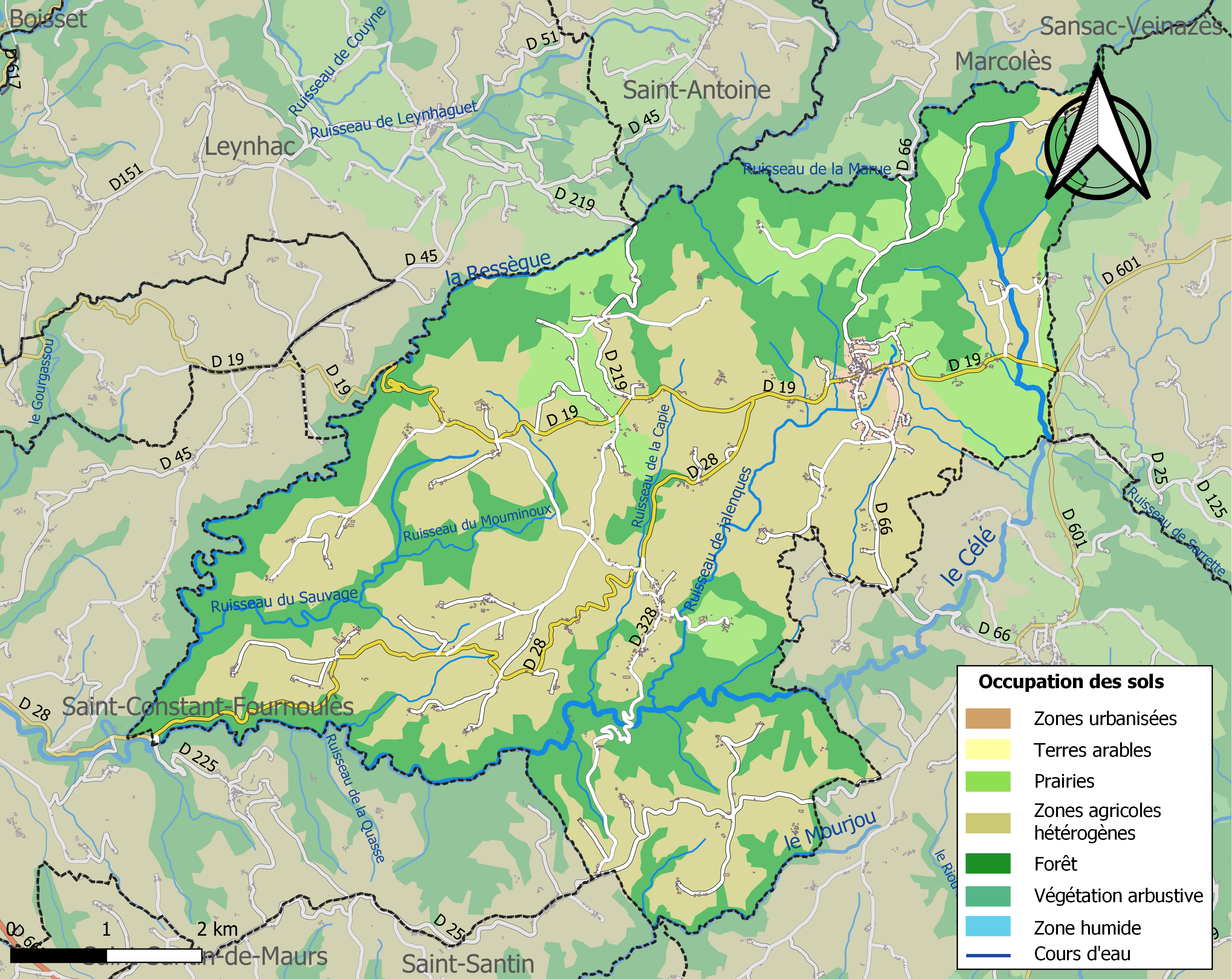